# 깊고 깊은 그곳에
"깊고 깊은 그곳에"는 1985년에 개봉한 대한민국의 영화이다.

## 캐스팅
- 안성기
- 최민희
- 김무생
- 이성웅
- 오미연
- 전운
- 장혁
- 이해룡
- 김수경
- 나갑성
- 이기영
- 한명환
- 최용팔
- 전상욱
- 문미봉
- 박예숙